# Alfred Hardy

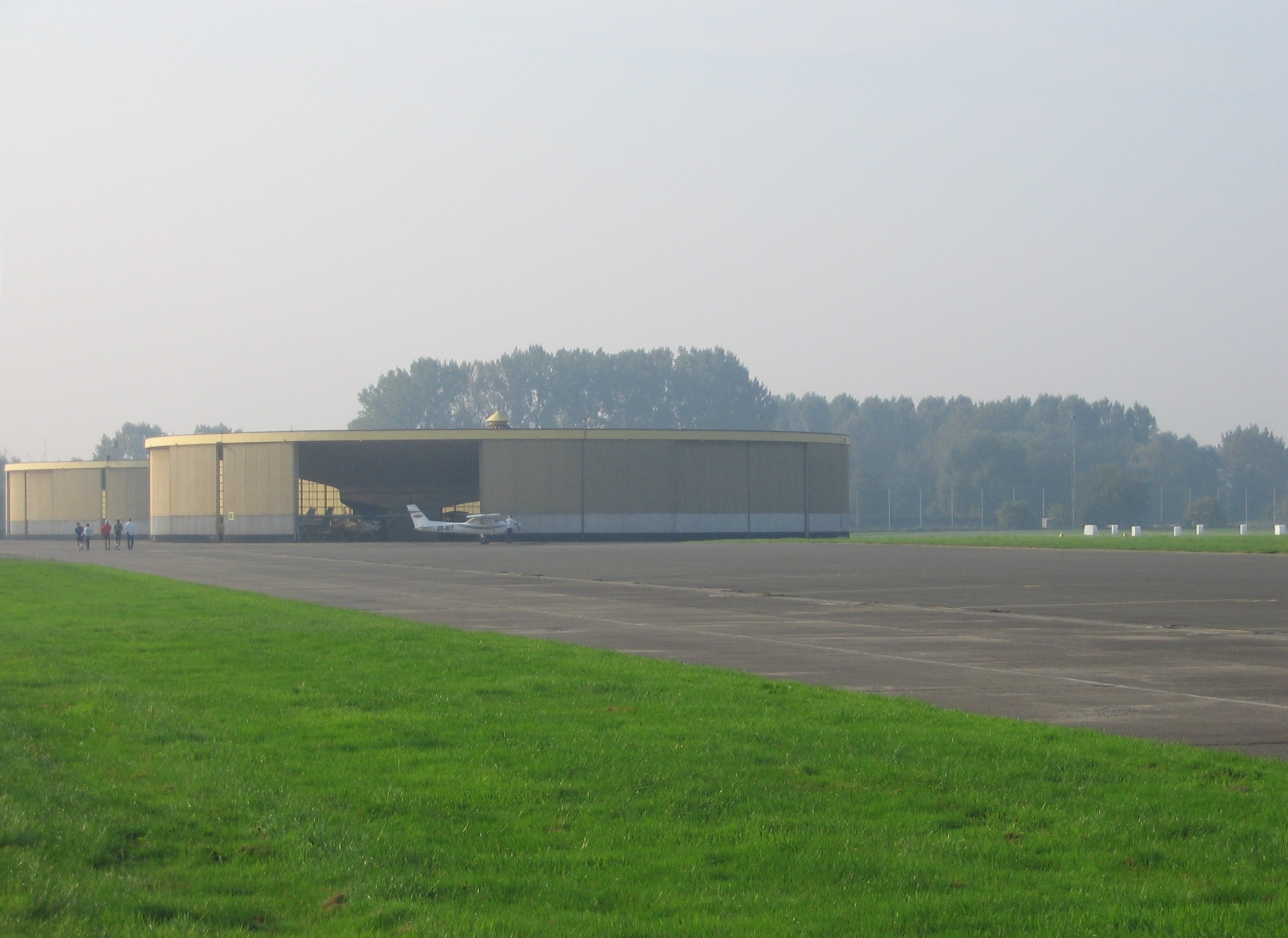
Vliegtuigloodsen in Grimbergen ontworpen door Hardy

Alfred Hardy (Quiévrain, 1900 - 1965) was een Belgisch autodidactisch architect.
Tijdens de Tweede Wereldoorlog kwam hij in contact met de Gentse professor Gustaaf Magnel en de Brusselse aannemer Emile Blaton. Dankzij deze contacten werd in 1947 zijn ontwerp gebruikt voor de bouw van twee vliegtuigloodsen op het vliegveld Grimbergen. Dit ontwerp werd opgenomen in de Twentieth Century Engineering retrospectieve van 1964 in het New Yorkse Museum of Modern Art en is ouder dan de meeste schaalbetonnen realisaties van architecten zoals Eero Saarinen (Verenigde Staten) of Felix Candela (Mexico). De hangars werden in 2006 beschermd.
Hij ontwierp zijn eigen woning (1954) te 1501 Buizingen, België, eveneens een constructie volgens het principe van de zelfdragende betonstructuur. Dit huis bestaat nog steeds. Hij ontwierp ook een gebouw in Villepreux (1953). 
Hardy huwde met Emma Dassy.  Het koppel had twee dochters (Nelly en Adrienne). Hij overleed in 1965 bij een verkeersongeval.